# The Golden Pavement
The Golden Pavement è un film muto del 1915 diretto da Cecil M. Hepworth.

## Trama
Brenda Crayle, una giovane del Devon, sposa il figlio di un nobile. Ma verrà emarginata perché ricattata dal padre del suo bambino.

## Produzione
Il film fu prodotto dalla Hepworth.

## Distribuzione
Distribuito dalla Hepworth, il film uscì nelle sale cinematografiche britanniche nell'ottobre 1915.
Si pensa che sia andato distrutto nel 1924 insieme a gran parte degli altri film della Hepworth. Il produttore, in gravissime difficoltà finanziarie, pensò in questo modo di poter almeno recuperare l'argento dal nitrato delle pellicole.